# Rocks Off
 (février 2023).
La mise en forme du texte ne suit pas les recommandations de Wikipédia : il faut le « wikifier ».
Les points d'amélioration suivants sont les cas les plus fréquents. Le détail des points à revoir est peut-être précisé sur la page de discussion.
- Les titres sont pré-formatés par le logiciel. Ils ne sont ni en capitales, ni en gras.
- Le texte ne doit pas être écrit en capitales (les noms de famille non plus), ni en gras, ni en italique, ni en « petit »…
- Le gras n'est utilisé que pour surligner le titre de l'article dans l'introduction, une seule fois.
- L'italique est rarement utilisé : mots en langue étrangère, titres d'œuvres, noms de bateaux, etc.
- Les citations ne sont pas en italique mais en corps de texte normal. Elles sont entourées par des guillemets français : « et ».
- Les listes à puces sont à éviter, des paragraphes rédigés étant largement préférés. Les tableaux sont à réserver à la présentation de données structurées (résultats, etc.).
- Les appels de note de bas de page (petits chiffres en exposant, introduits par l'outil «  Source ») sont à placer entre la fin de phrase et le point final[comme ça].
- Les liens internes (vers d'autres articles de Wikipédia) sont à choisir avec parcimonie. Créez des liens vers des articles approfondissant le sujet. Les termes génériques sans rapport avec le sujet sont à éviter, ainsi que les répétitions de liens vers un même terme.
- Les liens externes sont à placer uniquement dans une section « Liens externes », à la fin de l'article. Ces liens sont à choisir avec parcimonie suivant les règles définies. Si un lien sert de source à l'article, son insertion dans le texte est à faire par les notes de bas de page.
- La présentation des références doit suivre les conventions bibliographiques. Il est recommandé d'utiliser les modèles {{Ouvrage}}, {{Chapitre}}, {{Article}}, {{Lien web}} et/ou {{Bibliographie}}. Le mode d'édition visuel peut mettre en forme automatiquement les références.
- Insérer une infobox (cadre d'informations à droite) n'est pas obligatoire pour parachever la mise en page.

Pour une aide détaillée, merci de consulter Aide:Wikification.
Si vous pensez que ces points ont été résolus, vous pouvez retirer ce bandeau et améliorer la mise en forme d'un autre article.
Pistes de Exile on Main St.
Rip This Joint
(2)
Rocks Off est une chanson du groupe de rock britannique The Rolling Stones parue sur l'album Exile on Main St. en mai 1972. Écrite et composée par Mick Jagger et Keith Richards et produite par Jimmy Miller, la chanson est en grande partie enregistrée à la Villa Nellcote, la demeure louée par Keith, dans le sud de la France. La chanson a également connu une sortie en single au Japon.

## Enregistrement
Rock Off est l'une des nombreuses chansons de l'album qui sont enregistrées à la Villa Nellcote, dans une demeure louée par Keith Richards, située dans le sud de la France durant l'été et l'automne 1971. Les ajouts et le mixage final ont ensuite été réalisés aux Sunset Sound Studios à Los Angeles, en Californie, entre décembre 1971 et mars 1972.

## Analyse artistique
Mick Jagger l'interprète avec une voix fêlée qui rend certaines parties des paroles incompréhensibles, en plus des sombres apports dans les chœurs de Keith Richards. Dans sa critique, Jason Ankeny qualifie la chanson de « dense... presque impénétrablement chaotique et cohérente à la fois... ».
Les paroles de la chanson sont très variées et parfois discordantes, les paroles parlent d'un garçon qui a vécu sa vie à un point tel que les choses qui l'amusaient ou ne l'aimaient pas auparavant sont maintenant indifférentes et dénuées de sens, la seule façon dont ce qui peut être "satisfaisante" est quand il dort. Il fait également référence à l'effet des médicaments où "les jours passent à la vitesse de l'éclair".
Le mixage de la chanson est très inégal, car de nombreux instruments, et même le chant, se mélangent et se fondent à la sortie. Parce qu'il a été enregistré dans le sous-sol humide de la maison louée par Richards où le groupe avait l'habitude de répéter, les guitares ne sont jamais accordées au cours de la chanson. Jimmy Miller a produit la coupe, pour laquelle il a exigé, en plus des membres habituels du groupe, Nicky Hopkins au piano, et Jim Price et Bobby Keys aux cuivres.

## Parution et réception
Le critique d'AllMusic, Jason Ankeny, affirme que la chanson « définit parfaitement l'ambiance de ce qui va suivre - trouble, granuleux et d'une cruauté menaçante, son incohérence prolongée capture l'éclat débauché du disque avec une éloquence à la bouche de marbre ». Stephen Thomas Erlewine d'AllMusic considère la chanson comme un chef-d'œuvre. Jonathan Zwickel de Pitchfork le considère comme « l'un des travaux les plus durables et les plus émouvants des Rolling Stones ».
La chanson Rocks Off sort également en single au Japon avec en face B la chanson Sweet Virginia. Un enregistrement en concert issue de la tournée Licks Tour consacrée aux quarante ans du groupe en 2002 et 2003 apparait sur l'album live Live Licks consacrée à cette tournée en 2004.

## Personnel
Crédités:
- Mick Jagger: chant
- Keith Richards: guitare électrique, chœurs
- Mick Taylor: guitare électrique
- Charlie Watts: batterie
- Bill Wyman: basse
- Nicky Hopkins: piano
- Bobby Keys: saxophone
- Jim Price: trompette, trombone